# Пирогова Лідія Володимирівна
Лі́дія Володи́мирівна Пирого́ва (нар. 2 квітня 1940)  у м. Харків — українська акторка театру. Народна артистка України (1997).

## Біографія
Закінчила Харківський інститут театрального мистецтва (1965). Керувала оркестром народних інструментів Золочівського Будинку культури (1958). На сцені з 1965 року, є акторкою Закарпатського державного російського драматичного театру (з 2017 — Мукачівський драматичний театр), де виконала понад 100 ролей.

## Театральні роботи
- Марія Антонівна («Ревізор» М. Гоголя)
- Ранєвська Любов Андріївна («Вишневий сад» А. Чехова)
- Графиня Маркбі («Ідеальний чоловік» за Оскаром Уайльдом)
- Мудра лошиця («Дуже проста історія» Марії Ладо)[4]
- Васса («Васса Железнова» М. Горького) — Премія імені братів Євгена та Юрія Августина Шерегіїв 2012 року в номінації «Найкраща жіноча роль»
- Євхенія («Дерева омирають стоячи» Олехандро Касона)
- Аманда Вінгфілд («Скляний звіринець» Теннесі Вільямс)

## Особисте життя
Онук Лідії Пирогової Артур, Герой України, загинув, захищаючи Донецький аеропорт. Вдовою зосталася його дружина Леся і сиротою їх мала дочка Каріна.

## Нагороди
- 1974 — Заслужена артистка УРСР
- 1986 — Орден «Знак Пошани»
- 1997 — Народна артистка України
- 2005 — Почесна громадянка Мукачева[7][8]
- 2010 — Нагрудний знак «За розвиток регіону»